# OSTree
OSTree是一个用于对基于Linux的操作系统进行版本更新的系统，它可以被视为“面向操作系统二进制文件的git”。
它被endless OS、Flatpak、Fedora、Centos、Atomic Host和GNOME等项目用來持续交付。